# Tallaperla maiyae
Tallaperla maiyae är en bäcksländeart som beskrevs av Kondratieff, Kirchner och Robert E.Zuellig 2007. Tallaperla maiyae ingår i släktet Tallaperla och familjen Peltoperlidae. Inga underarter finns listade i Catalogue of Life.